# 메나이크모스
메나이크모스(고대 그리스어: Μέναιχμος)는 처음으로 원뿔곡선에 대해 엄밀히 정의한 고대 그리스의 수학자, 기하학자 및 철학자이다.

## 생애
메나이크모스는 원뿔 단면을 발견하고 큐브를 두 배로 늘리는 문제에 대한 해결책으로 수학자에게 기억된다. 메나이크모스는 델리안 문제에 대한 해결책을 찾는 과정에서 부산물로 원뿔 단면, 즉 타원, 포물선 및 쌍곡선을 발견했을 것이다. 메나이크모스는 포물선에서 y2 = Lx라는 것을 알고 있었다. 여기서 L은 직배근이라는 상수이다. 그는 분명히 원뿔 단면과 다른 것의 이러한 속성을 도출했다. 이 정보를 사용하여 이제 두 개의 포물선이 교차하는 점을 해결함으로써 입방체의 복제 문제에 대한 솔루션을 찾을 수 있다. 이 솔루션은 3차 방정식을 푸는 것과 같다.
메나이크모스의 작업에 대한 직접적인 출처는 거의 없다. 원뿔 단면에 대한 그의 작업은 주로 에라토스테네스의 에피그램에서 알 수 있으며, 그의 형제인 디노스트라투스(Dinostratus)의 업적(사각형을 사용하여 주어진 원과 면적이 동일한 정사각형을 만드는 방법을 고안한 것)은 오로지 프로클루스(Proclus)의 저서에서만 알려져 있다. 프로클루스는 또한 메나이크모스가 에우독소스에 의해 가르침 받았다고 언급한다. 플라톤이 메나이크모스가 기계 장치를 사용하여 이중 큐브 솔루션을 달성하는 것을 승인하지 않았다는 효과에 대한 플루타르크의 흥미로운 진술이 있다. 현재 알려진 증명은 순전히 대수적인 것으로 보인다.
메나이크모스는 알렉산더 대왕의 가정교사였다고 한다.
그가 정확히 어디에서 죽었는지도 불확실하지만 현대 학자들은 그가 결국 시지쿠스에서 사망했다고 믿는다.